# Laurel, Indiana
Laurel är en kommun (town) i Franklin County i Indiana. Vid 2010 års folkräkning hade Laurel 512 invånare.